# رابونزل

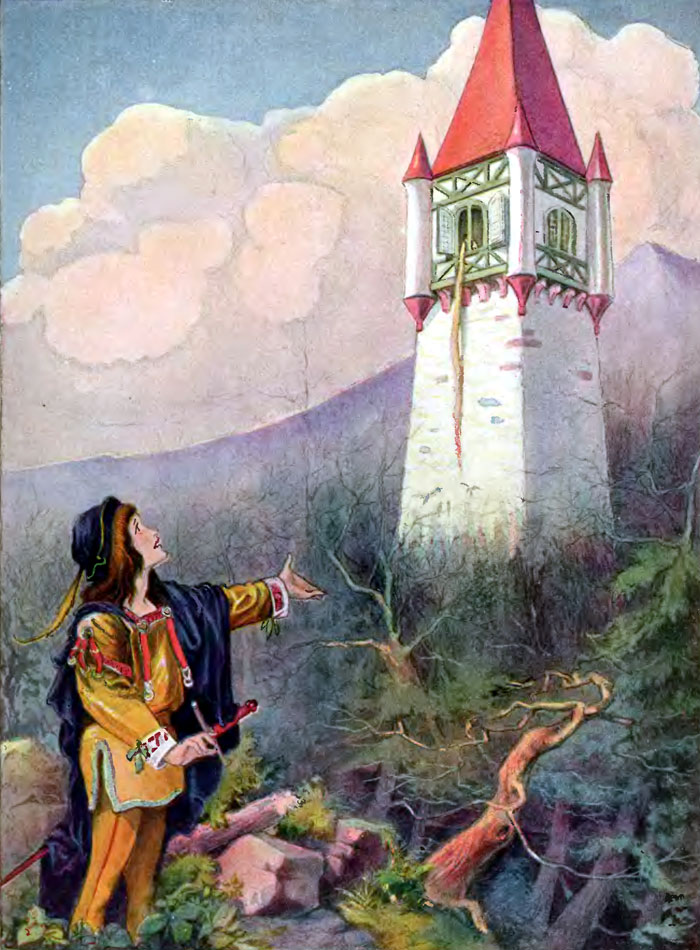
رسم للفنان جوني غروول

«رابونزل» (بالألمانية: Rapunzel) هي عنوان قصة خيالية ألمانية في المجموعة القصصية التي تم تأليفها من قبل الأخوان غريم، ونشرت للمرة الأولى في عام 1812 كجزء من حكايات الأولاد المنزلية. وقد استخدمت هذه الحكاية في مختلف وسائل الإعلام والجملة المعروفة («رابونزيل، رابونزيل أنزلي شعرك») أصحبت عبارة معروفة في الثقافة الشعبية الغربية.
قصة رابونزل في نظام آرن-طومسون لتصنيف الحكايات الشعبية هي نوع 310 تحت عنوان «العذراء في البرج».

## ملخص
يرغب زوجان بشدة في إنجاب طفل حتى أصبحت المرأة حاملاً. في منزلهم لديهم نافذة خلفية يمكنهم من خلالها رؤية حديقة رائعة، محاطة بسور مرتفع، لا يجرؤ أحد على دخولها لأنها ملك لساحرة يخافها الجميع. في أحد الأيام تنظر المرأة من النافذة، وعندما ترى الملفوف اللذيذ ينمو في حديقة الساحرة، تنتابها الرغبة الشديدة التي تزداد كل يوم، مما يجعل المرأة تبدو أكثر هزالًا. يسألها زوجها قلقًا إذا كانت هناك مشكلة ما، فتجيبه بأنها تفضل الموت على عدم تذوق الملفوف من حديقة الساحرة. قرر زوجها أن يحصل عليها لها، وعند الغسق يتسلق الجدار المحيط بالحديقة ويسرق مجموعة من الكرنب ليقوم بإعداد سلطة لزوجته. لكن تذوق الكرنب، لا يحرر المرأة من شهوتها بل يزيدها، وكان على زوجها أن يذهب للمزيد. التقى في الحديقة بالساحرة التي قررت معاقبته لأنه تجرأ على دخول حديقتها وسرقة ملفوفها. يطلب الرجل الرحمة قائلاً إن الكرنب لزوجته وإذا لم تأكله فسوف تموت. نجح هذا في تليين قلب الساحرة قليلاً، وقررت إنقاذ حياته، وحتى السماح له بأخذ كل الملفوف الذي يريده، ولكن بشرط واحد: أن يعطيها الطفل الذي تنجبه زوجته بمجرد ولادته. خوفًا مما قد تفعله الساحرة به إذا قال لا، قبل الرجل الشرط.
بمجرد ولادة الطفلة، وهي فتاة، تظهر الساحرة في منزل جيرانها، وتسمي الفتاة رابونزيل وتأخذها بعيدًا. عندما تبلغ رابونزيل الثانية عشرة من عمرها، تحبسها الساحرة في برج في وسط الغابة، بدون أبواب أو سلالم تؤدي إلى الداخل، فقط نافذة صغيرة. للدخول، كان على الساحرة أن تطلب من رابونزيل إطلاق ضفائرها الطويلة، والتي لفتها رابونزيل على خطاف بجوار النافذة حتى تتمكن الساحرة من التسلق من خلالها. بعد بضع سنوات، اتضح أن ابن الملك، في إحدى نزهات الغابة، وجد البرج الذي تم حبس فيه رابونزيل. سمع الأمير صوتاً رخيماً يغني لحناً حزيناً، لكن مهما بحث لم يجد صاحب الصوت، الذي لم يكن سوى رابونزل، التي عندما كانت بمفردها كانت تغني للتخفيف من أحزانها. معتقدًا أنه سيكون داخل البرج، يبحث الأمير عن مدخل، لكنه لا يجد شيئًا. دون معرفة مصدر الصوت، يعود الأمير إلى قلعته، ولكن منذ ذلك اليوم يعود الأمير إلى حيث وجد البرج، للاستماع إلى الصوت واكتشاف طريقة ما للوصول إلى داخل البرج، حتى في أحد الأيام، وهو يختبئ خلف شجرة، رأى الساحرة تتسلق شعر رابونزيل الطويل لدخول البرج. يعود الأمير في اليوم التالي عند غروب الشمس ويقول نفس الشيء الذي سمع الساحرة تقوله، ويطلب من رابونزيل أن تطلق ضفائرها. رابونزيل، معتقدة أنها الساحرة، تسدل شعرها، وشعرت بالخوف عندما رأت الأمير كما لم تر رجلاً من قبل. شرح الأمير كيف وجدها، وتحدث بلطف شديد حتى فقدت رابونزل خوفها، وعندما سألها إذا كانت ستتزوجه، معتقدًا أنه سيحبها أكثر من الساحرة، قبلت. للهروب، تطلب رابونزيل من الأمير أن يحضر لها حبلًا حريريًا في كل مرة يأتي فيها، حيث يمكنها صنع حبل يمكنها من خلاله النزول عبر النافذة. يذهب الأمير لزيارة رابونزيل كل ليلة، حتى لا تتزامن زياراته مع زيارات الساحرة التي تأتي دائمًا أثناء النهار. تنجح الخطة في البداية ولا تكتشف الساحرة شيئًا، حتى تخبر رابونزل ذات يوم الساحرة أن بطنها ينمو كثيرًا لدرجة أن ملابسها ضيقة، وعند سماع ذلك، تدرك الساحرة أن رابونزل حامل، وتقطع شعر الفتاة بغضب. ثم تأخذها إلى الصحراء حيث تتركها.
في نفس اليوم يصل الأمير، الذي دون أن يشك في الأمر، يطلب من رابونزل أن تنزل شعرها وتتسلقه، ولكن عندما يصل إلى القمة لم يجد رابونزل، بل يجد الساحرة التي تخبره أنها لن تعود أبدًا. شاهد رابونزيل مرة أخرى. في محاولة يائسة من هذه الفكرة، ألقى الأمير بنفسه من أعلى البرج وسقط في العليق. ورغم أنه نجا من السقوط إلا أن الأشواك طعنت عينيه وأصابته بالعمى. في هذه الحالة المؤسفة، يتجول الأمير بلا هدف عبر الغابة لسنوات، ويتغذى فقط على الجذور والتوت، حتى يصل إلى الصحراء حيث تخلت الساحرة عن رابونزيل، التي أنجبت خلال تلك السنوات ولداً. بعد أن سمع الأمير صوتًا جميلًا يبدو مألوفًا له، يتبعها، ورابونزيل، بمجرد أن تراه، تتعرف عليه وتركض بين ذراعيه. سعيدة برؤية حبيبها مرة أخرى، انفجرت رابونزيل في البكاء، وسقطت دموعها في عيني الأمير، وأعادت بصره. يأخذ الأمير رابونزل وابنها إلى مملكته، وهناك يعيشون معًا في سعادة.